# Óscar Alfaro
Óscar Armando Alfaro Saavedra (* 7. Januar 1904 in Quillota; † 14. Oktober 1939 ebenda) war ein chilenischer Fußballspieler. Der Verteidiger spielte vier Länderspiele für Chile und nahm an den olympischen Sommerspielen 1928 in Amsterdam teil.

## Vereinskarriere
Óscar Alfaro wurde in Quillota geboren und spielte den Großteil seiner Karriere für den ortsansässigen Klub San Luis. Als Teil der trilogía de oro (dt.: Goldtrilogie) mit Torwart Carlos Hill sowie Stürmer Iván Mayo holte der Defensivspieler mit San Luis zahlreiche Titel in der Region, da die nationale Liga erst 1933 und nur mit Vereinen aus Santiago gegründet wurde. Zudem war er mehrere Jahre Kapitän des Teams. Einzig 1927 spielte Alfaro für die Santiago Wanderers in der Liga de Valparaíso.

## Nationalmannschaftskarriere
Óscar Alfaro debütierte für die chilenische Nationalmannschaft im Dezember 1927 beim Freundschaftsspiel gegen Uruguay. Bei der 2:3-Niederlage gegen eines der zu dem Zeitpunkt besten Teams der Welt erzielte Alfaro beide Tore, davon eins per Elfmeter.
Alfaro spielte zudem bei den olympischen Sommerspielen 1928 in Amsterdam. Chile schied in der Vorrunde aus. Insgesamt absolvierte Alfaro vier Länderspiele und erzielte dabei drei Treffer.

## Erfolge
San Luis de Quillota
- Primera División (Quillota): 1924, 1925, 1928, 1929, 1931, 1932, 1933
- Copa Sporting (Quillota): 1928, 1929, 1933
- Campeonato de Apertura (Quillota): 1931